# Zygothrica andea
Zygothrica andea är en tvåvingeart som beskrevs av David Grimaldi 1987. Zygothrica andea ingår i släktet Zygothrica och familjen daggflugor. Inga underarter finns listade i Catalogue of Life.